# Sed (álbum)
Sed es el primer álbum de estudio lanzado por el grupo musical de Argentina Callejeros publicado el 6 de abril de 2001. Fue lanzado en conjunto con un video musical del sencillo «Vicioso, jugador y mujeriego».

## Prólogo
Dramática sensación, consecuencia de los esfuerzos arrastrados por los mismos anhelos y sueños, que jamás serán alcanzados... o tal vez sí. Desesperante necesidad de mi alma por saciarse, satisfacerse, acabar... llegar al fin. Incondicional compañera de sentimientos, tan cálidos como secos y ásperos, pero de un éxtasis incomparable, al momento de la meta alcanzada. Está loca, tan loca como enfermiza SED, que nos carcome las entrañas y nos condiciona los pasos, al momento de caminar juntos por esta ruta. Experimentar la divina experiencia del dolor y el sufrimiento. De tener tan seguido la boca tan cerca del piso, de entrar siempre en contacto con todo y con la nada. Es esta sensación, la que nos detiene y nos acelera; y es la misma que nos alimenta las ganas de seguir pateando este duro pero mágico camino.

## Lista de canciones
Todos los temas fueron compuestos por Rogelio Santos, excepto donde se indica.
| N.º | Título                                                            | Duración |  |
| 1.  | «Los invisibles»                                                  | 4:08     |  |
| 2.  | «Rompiendo espejos»                                               | 4:29     |  |
| 3.  | «El nudo»                                                         | 3:23     |  |
| 4.  | «Milonga del rocanrol» (Letra: Rogelio Santos / Música: Troncoso) | 3:29     |  |
| 5.  | «Jugando»                                                         | 4:51     |  |
| 6.  | «Vicioso, jugador y mujeriego»                                    | 3:53     |  |
| 7.  | «Palo borracho»                                                   | 3:48     |  |
| 8.  | «Sonando»                                                         | 3:16     |  |
| 9.  | «Tiempo de estar»                                                 | 4:14     |  |
| 10. | «Teatro»                                                          | 2:37     |  |
| 11. | «Sed» (Letra: Rogelio Santos / Música: Santos, Torrejón, Carbone) | 3:22     |  |
| 12. | «Ojalá se los lleve»                                              | 3:58     |  |

## Créditos
- Patricio Santos Fontanet (voz)
- Maximiliano Djerfy (guitarra y coros)
- Elio Delgado (guitarra)
- Christian Torrejón (bajo)
- Juancho Carbone (saxo)
- Eduardo Vázquez (batería)